# Симуляция (футбол)

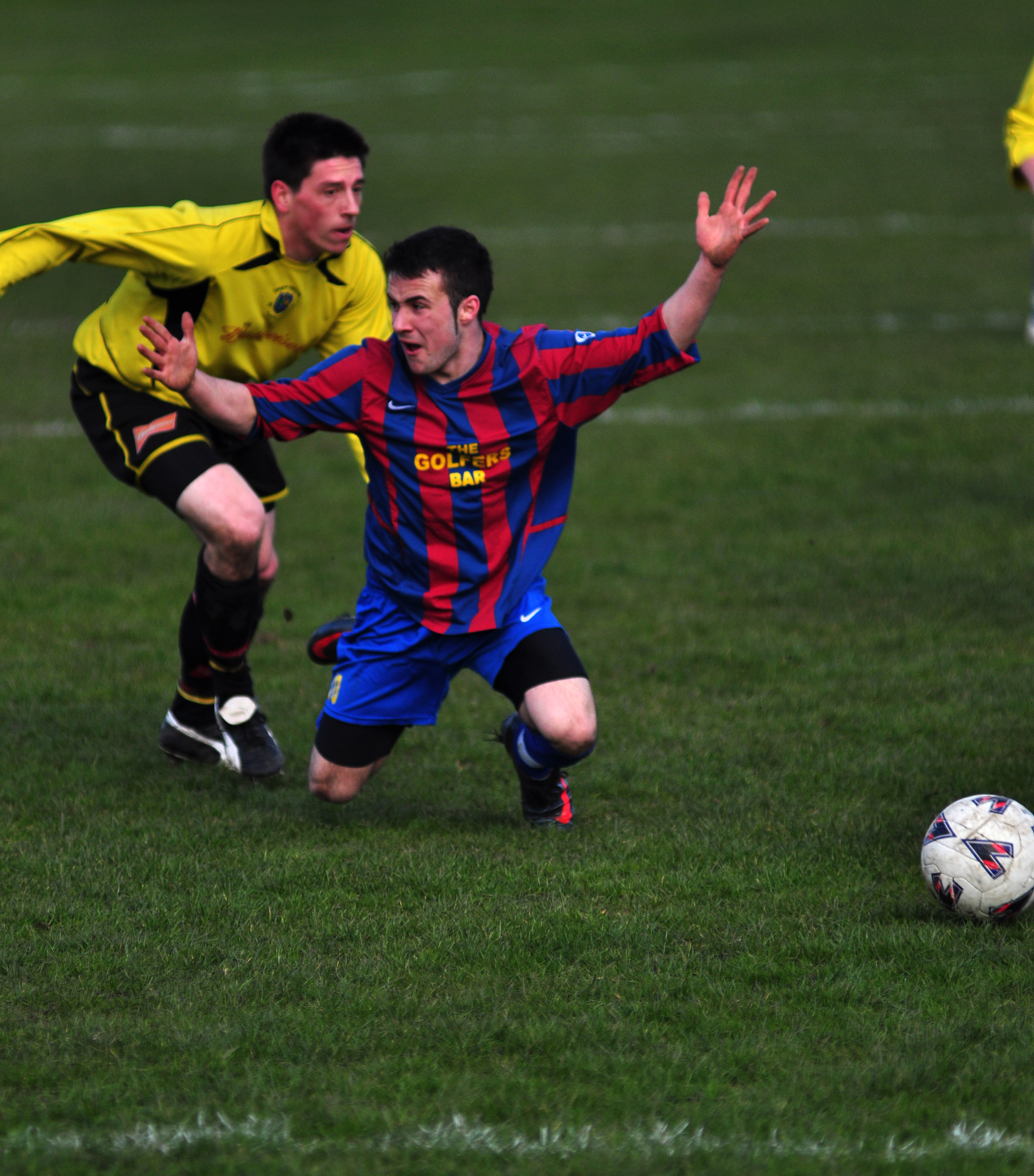
Игрок в красно-синей форме поднимает руки и смотрит на судью, что является одним из признаков возможной симуляции

В футболе симуляция — действие, которое совершает игрок для обмана судьи с целью получения незаслуженного преимущества. Это может быть падение игрока на газон, имитация получения травмы и (или) нарушения правил со стороны игроков соперника. Игроки, использующие симуляции, пытаются преувеличить влияние контакта с игроком другой команды после столкновения или подката. Решение о том, совершил ли игрок симуляцию или нарушение правил против него действительно имело место, принимает судья, поэтому оно является субъективным и часто вызывает критику и споры. Игроки используют симуляции для получения игрового преимущества в виде назначения штрафного удара или пенальти, либо для того, чтобы судья показал игроку соперника жёлтую или красную карточку. «Симуляция» — официальный термин, используемый ФИФА. Также это явление неофициально называют «нырянием» или «нырком» (от англ. Diving).

## Определение симуляции судьёй

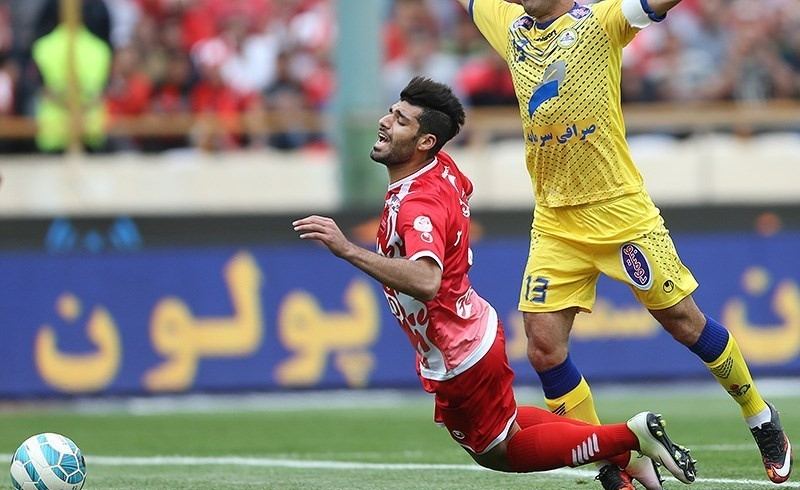
Возможная симуляция игрока в красном

В 2009 году в «Журнале невербального поведения» было опубликовано исследование, выявившее некоторые узнаваемые черты, соответствующие симуляции («нырянию»). Среди них:
- разделение во времени между воздействием и симуляцией
- отсутствие баллистической непрерывности (игрок движется дальше, чем можно было бы ожидать от импульса столкновения с соперником)
- отсутствие последовательности контакта (игрок держится не за ту часть тела, с которой произошёл контакт, например, после столкновения плечами игрок держится за лицо)
- поза «лучника», при которой голова запрокинута назад, грудь выдвинута вперёд, руки подняты, обе ноги согнуты в коленях, ступни оторваны от земли назад — это считается характерной позой при симуляции, так как противоречит естественным рефлекторным механизмам защиты тела при падении[4].

## Наказание
Правила футбола определяют симуляцию как «действие, которое создает неправильное и (или) ошибочное впечатление, что что-то случилось, когда этого не было, совершённое игроком, чтобы получить нечестное преимущество». Это квалифицируется как неспортивное поведение, за которое судья показывает игроку жёлтую карточку.

### Европа
В 2009 году УЕФА дисквалифицировал нападающего «Арсенала» Эдуардо да Силву за симуляцию в матче квалификационного раунда Лиги чемпионов против «Селтика». После падения Эдуардо в штрафной «Селтика» судья Мануэль Мехуто Гонсалес назначил пенальти, так как усмотрел в нарушение правил со стороны вратаря «Селтика» Артура Боруца. Однако после просмотра видеоповтора стало ясно, что контакта между Эдуардо и Боруцем не было. Эдуардо реализовал пенальти, открыв счёт в матче. Главный тренер «Арсенала» Арсен Венгер назвал решение УЕФА о двухматчевой дисквалификации Эдуардо «совершенным позором» и «неприемлемым» решением, так УЕФА назвал Эдуардо «обманщиком», что невозможно доказать. После апелляции «Арсенала» УЕФА снял дисквалификацию с Эдуардо ввиду отсутствия доказательств о том, что «судья был обманут» при вынесении решения о назначении пенальти.
В 2011 году игрок «Рейнджерс» Соне Алуко получил двухматчевую дисквалификацию от Шотландской футбольной ассоциации. В игре против «Данфермлин Атлетик» Алуко заработал пенальти, который затем реализовал Никица Елавич; этот гол стал решающим для победы «Рейнджерс». Главный тренер «Данфермлин Атлетик» заявил, что пенальти не было, так как не было контакта с игроком, и обвинил Алуко в симуляции. Экс-судья Кенни Кларк заявил, что хотя контакт и был, его было «недостаточно, чтобы человек пролил пинту пива в пабе, а тем более упал». «Рейнджерс» подал апелляцию, однако безуспешно.
В ноябре 2017 года игрок нападающий «Эвертона» Умар Ньясс стал первым игроком, дисквалифицированным Футбольной ассоциацией Англии за симуляцию. Он получил двухматчевую дисквалификацию за «нырок» в игре против «Кристал Пэлас».

### Северная Америка
В 2011 году североамериканская футбольная лига MLS объявила о введении штрафов и дисквалификаций за симуляции. Потенциальные симуляции должен был рассматривать дисциплинарный комитет, просматривающий видеообзоры прошедших матчей.
24 июня 2011 года MLS оштрафовала нападающего «Ди Си Юнайтед» Чарли Дэвиса на 1000 долларов США за симуляцию в матче против «Реал Солт-Лейк», который прошёл 18 июня.
29 июля 2011 года нападающий «Реал Солт-Лейк» Альваро Саборио получил одноматчевую дисквалификацию и штраф в размере 1000 долларов за симуляцию в игре против «Сан-Хосе Эртквейкс».

## Симуляция как поведение, вводящее в заблуждение
В 2011 году исследователи, изучавшие подачу животными сигналов, исследовали футбольные симуляции в контексте теории коммуникаций, исходя из предположения, что введение в заблуждение происходит тогда, когда потенциальная выгода перевешивает потенциальные издержки (или наказание). Их целью было выявить наиболее вероятные условия, при которых игроки симулируют, чтобы это предотвратить.
Исследователи просмотрели сотни часов футбольных матчей в шести профессиональных европейских лигах и обнаружили, что симуляции чаще всего происходят, во-первых, вблизи штрафной площадки соперника и, во-вторых, когда счёт в матче ничейный. Ни одна из 169 симуляций, изученных в исследовании, не была наказана предупреждением. Также было обнаружено, что «нырки» более популярны в тех лигах, где судьи чаще назначают штрафные удары и пенальти. Ввиду того, что польза от симуляции значительно превышала возможное наказание, единственным способом снижения частоты «нырков» является «повышение способности судей» определять симуляции, а также ужесточение наказаний за их использование.
Доктор Робби Уилсон (участник группы, проводившей исследование) отметил: «Некоторые прогрессивные профессиональные лиги, такие как австралийская Эй-лига и американская MLS, уже начали выносить наказания игрокам, виновным в симуляциях. Это лучший способ снизить мотивацию нырять».
При борьбе с симуляциями важно также не забывать о возможности опасных, иногда угрожающих жизни травм и состояний. В мае 2012 года на медицинской конференции ФИФА в Будапеште английский судья Говард Уэбб заявил о том, что симуляция травм недобросовестными игроками подвергает риску тех, кто действительно нуждается в экстренной помощи. Он сказал: «Если игроки будут кричать «Волк!» слишком много раз, то есть вероятность, что мы не среагируем так, как нужно». Ранее в том же году Уэбб быстро среагировал на потерю сознания Фабрисом Муамба, у которого случилась остановка сердца во время матча Кубка Англии, игрока удалось спасти.

## Репутация симулянта

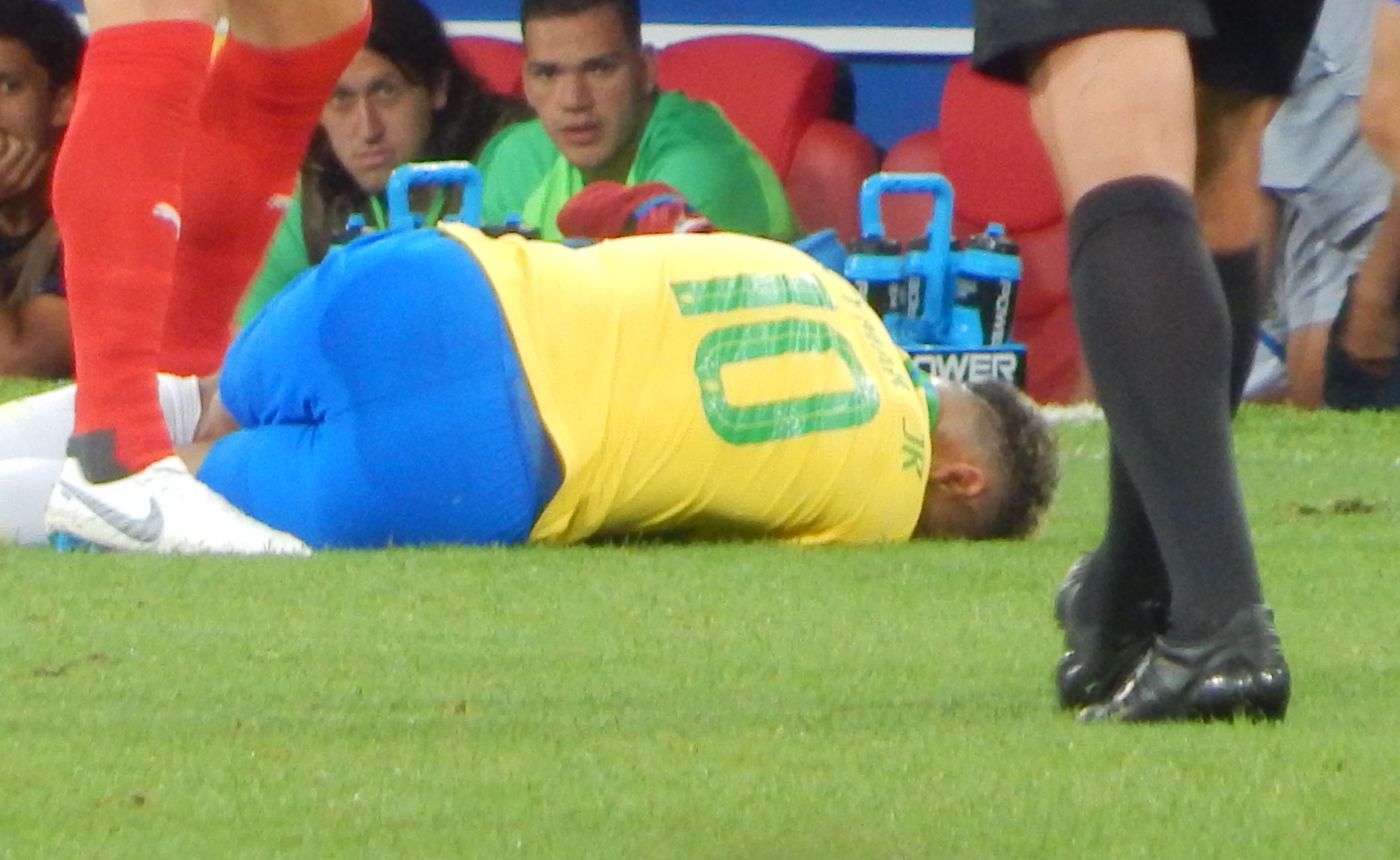
Неймар лежит на газоне во время чемпионата мира в России

Неоднократные обвинения конкретных игроков в симуляции в СМИ создают для них репутацию «симулянта» или «ныряльщика». Эта репутация оказывает влияние на судей, которые могут не зафиксировать нарушение правил на игроке с репутацией «ныряльщика», даже если нарушение действительно имело место.
В частности, среди таких игроков назывались:
- Деле Алли[20][21]
- Джек Грилиш[22][23][24][25][26][27]
- Стивен Джеррард[28][29][30]
- Уэйн Руни[31][32]
- Букайо Сака[33]
- Рахим Стерлинг[34]
- Эшли Янг[35][36][37][38][39][40][41]

- Анхель Ди Мария[42][43]

- Давид Луис[44][35]
- Неймар[45][46][35][47][48]
- Ривалдо[49][50]
- Ришарлисон[51][52]

- Юрген Клинсманн[53][36][47]

- Йоргос Карагунис[54][55]

- Мохаммед Салах[56][57]

- Джеймс Макклейн[58][59]

- Марио Балотелли[42][60][61]
- Альберто Джилардино[62][63]
- Филиппо Индзаги[64]

- Хамес Родригес[65][66]

- Дидье Дрогба[53][35][36]
- Вильфрид Заа[67]

- Карлос Фьерро[42][68]

- Арьен Роббен[53][36][47]

- Криштиану Роналду[35][36]
- Нани[36][69]
- Пепе[70]
- Александр Соболев[71][72]
- Флорин Тэнасе[73][74][75]

- Серхио Бускетс[76][35][77]
- Серхио Рамос[78][79]

- Садио Мане[80]

- Луис Суарес[36][35][81]

- Гарет Бейл[35][36]

- Робер Пирес[82][83]

## Публикации
- Reuters Soccer Blog: Diving. Reuters (англ.). Архивировано 18 августа 2010.
- Simulation and the UEFA Ruling on Eduardo (англ.). US Soccer Federation Referee Program (2 сентября 2009).
- Barclay, Patrick (24 августа 2009). Feigning injury corrupts as much as fake blood. The Times (англ.).
- Elliot, Debbie (8 июля 2006). Fake or Foul? A Soccer Ref Holds Forth. All Things Considered (англ.). NPR.
- Hughes, Rob (1 сентября 2009). Hunt for Cheats Has Political Hue. The New York Times (англ.).
- Torres, Cesar R. (17 сентября 2009). On Diving: Soccer's Integrity Is at Stake. The New York Times (англ.).
- David, Gwendolyn (5 октября 2011). Receivers Limit the Prevalence of Deception in Humans: Evidence from the Diving Behaviour in Soccer Players. PLOS One (англ.). 6 (10): e26017. Bibcode:2011PLoSO...626017D. doi:10.1371/journal.pone.0026017. PMC 3187838. PMID 21998745.
- Chacoff, Alejandro. The fall: how diving became football's worst crime (англ.). The Guardian (6 апреля 2016).